# Valle del Guadalentín

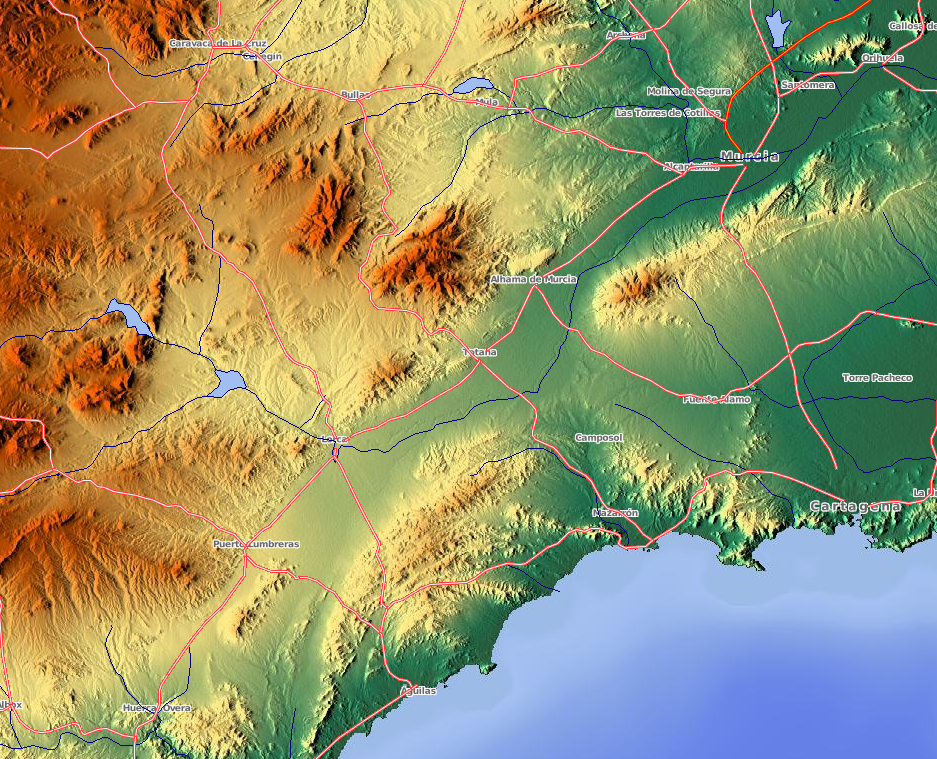
Mapa de relieve en donde se aprecia la disposición del valle del Guadalentín (o depresión prelitoral murciana), desde Puerto Lumbreras a Orihuela con los accesos de los ríos Guadalentín en Lorca y Segura poco antes de Alcantarilla. Se aprecia así mismo los rebordes montañosos que dispone el valle al norte y al sur.

El valle del Guadalentín es el valle de la Región de Murcia (España) por el que discurre el río Guadalentín y sus afluentes. En su extensión también se ha empleado para dar nombre a diferentes comarcas en la Región de Murcia conocidas como Alto Guadalentín y Bajo Guadalentín, así como a la comarca agraria de la Región de Murcia formada por ambas comarcas.

## La depresión prelitoral murciana
A este valle, en una concepción más extensa y siguiendo criterios geográficos también se le denomina como depresión prelitoral murciana. La depresión prelitoral está formada por la fosa tectónica del Guadalentín (y del Segura en su tramo medio-bajo), constituyendo una amplia depresión por la que discurren ambos ríos. Dicha depresión, rellena de potentes sedimentos neógenos y cuaternarios, recorre todo el territorio murciano desde Puerto Lumbreras, en el límite con la provincia de Almería, hasta la provincia de Alicante, donde se encuentra la desembocadura del Segura en el Mediterráneo. El descenso altitudinal que se registra entre Puerto Lumbreras y Orihuela es de 442 m y la extensión superficial es de 1.100 km².
Mientras que el Guadalentín hace su entrada en la depresión en la misma ciudad de Lorca (tramo alto del valle), el Segura lo hace entre las pedanías de Javalí Nuevo y Javalí Viejo, justo antes de Alcantarilla (tramo medio-bajo del valle).

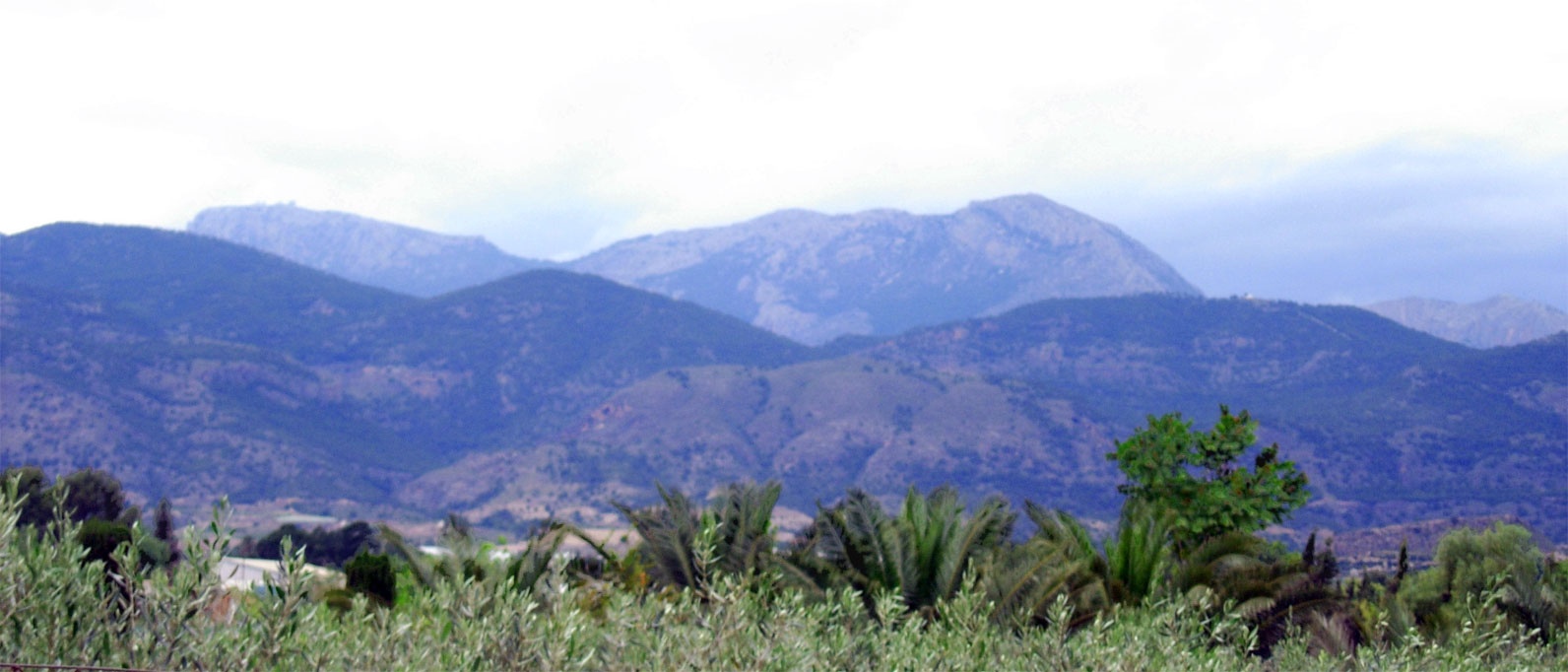
Vista de Sierra Espuña (al norte) desde el valle del Guadalentín (al sur) a la altura del municipio de Totana.

La confluencia natural del río Guadalentín con el Segura -en la ya denominada vega del Segura o Huerta de Murcia-, antes de la construcción del canal del Reguerón (que desvía la confluencia a aguas abajo de la ciudad de Murcia), se realizaba en el centro de la depresión prelitoral en su tramo medio-bajo, habiendo formado el Guadalentín un enorme cono de derrubios (delta interior) de unos 30 km². El empuje de los aportes del Guadalentín, junto a otras causas estructurales, es lo que se supone ha motivado el cambio brusco de dirección del río Segura hacia el noreste al entrar en la depresión, dirección que prácticamente continúa hasta su desembocadura.

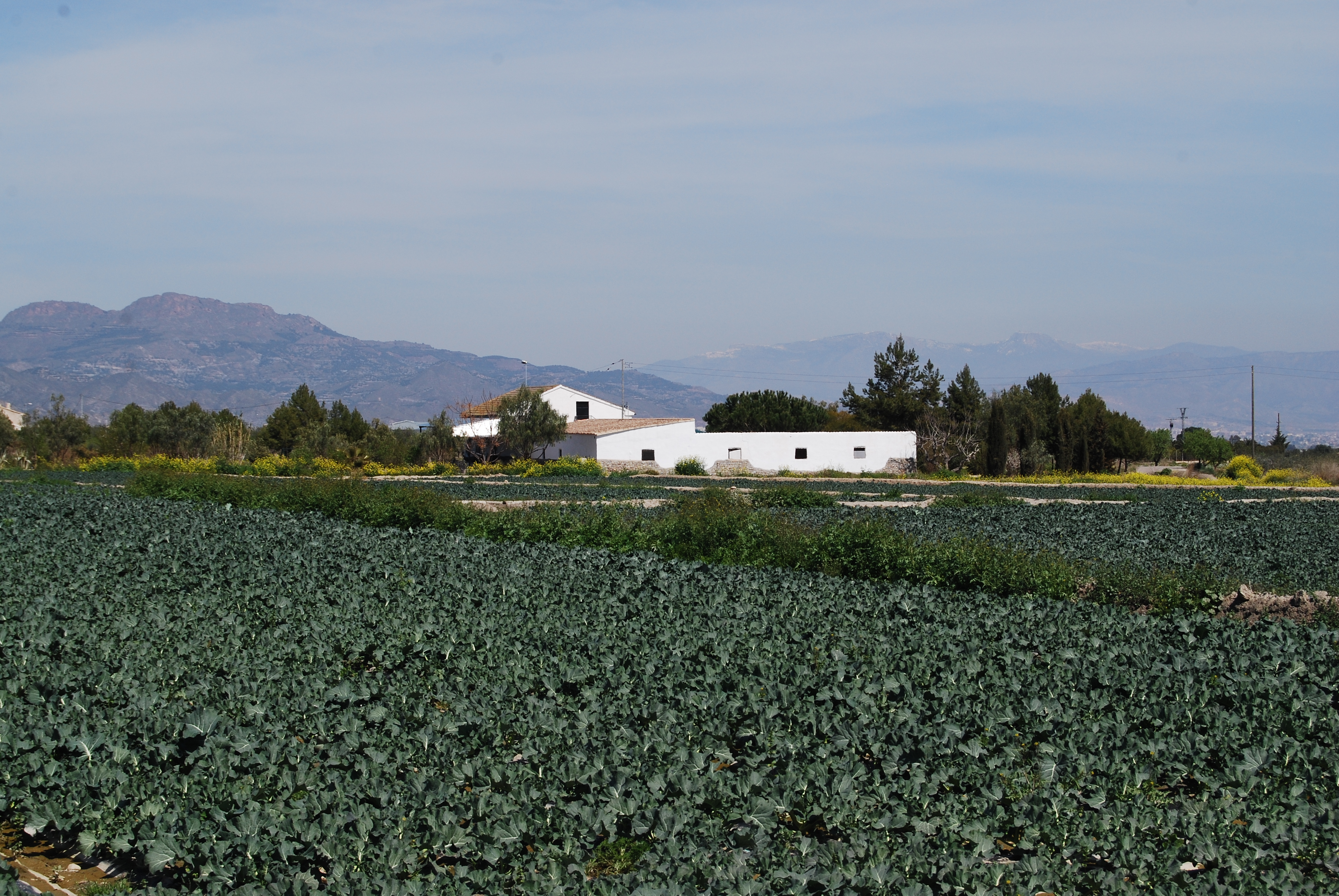
Regadíos en El Esparragal.

El valle del Guadalentín (o depresión prelitoral murciana) está flanqueado tanto al norte como al sur por diferentes sierras. En su tramo alto, las sierras litorales de la Almenara y Carrasquilla separan el valle por el sur de las costas mediterráneas de Águilas, Ramonete y Mazarrón. Mientras, el límite meridional en su tramo medio-bajo lo constituye la Cordillera Prelitoral formada por las sierras de Carrascoy, Cresta del Gallo, Miravete, Columbares, Altaona y Escalona, que lo separan de la llanura litoral del Campo de Cartagena. 
El límite norte en todo el valle lo constituye el reborde interior de la depresión prelitoral, una serie de sierras y elevaciones de tectónica muy compleja, que van desde el Cabezo de la Jara, en el límite de la provincia de Almería (1.241 m), pasando por la Peña Rubia (926 m), la Sierra de La Tercia (894 m), Sierra Espuña (1.584 m), Sierra de la Muela (631 m) y la Sierra del Cura (443 m). El sector que ya está dentro de la depresión del Segura está formado por alturas más modestas y aisladas, sin llegar a superar los 200 m en ningún caso con los cabezos de Espinardo, El Puntal, Cabezo de Torres, Monteagudo, prolongándose en la provincia de Alicante por las sierras de Orihuela y Callosa de Segura.

## Vía de comunicación
Debido a las condiciones geográficas del valle del Guadalentín, éste ha constituido desde tiempo inmemorial la comunicación natural entre el Levante español y Andalucía. En tiempos de la Antigua Roma por él discurría parte de la Vía Augusta, y en la actualidad discurren numerosas carreteras nacionales y autovías de importancia que comunican ambas zonas, tales como la N-340, la A-7 o la A-91, que constituye el inicio de la A-92N. 
También el ferrocarril recorre el valle del Guadalentín en su totalidad, concretamente gran parte de la línea Murcia-Águilas, sección que sigue en uso del antiguo ferrocarril del Almanzora que comunicaba el Levante con el interior de Andalucía hasta el cierre del tramo Almendricos-Guadix en la década de los 80. Así mismo el proyecto de la LAV Murcia-Almería transcurrirá íntegramente por este valle.